# Icky Thump
Icky Thump es el sexto y último álbum de estudio de la banda estadounidense de rock alternativo The White Stripes. Fue lanzado a la venta el 15 de junio de 2007 en Alemania, el 18 de junio en el resto de Europa y el 19 de junio en el resto del mundo. Fue el primer álbum de la banda editado con la compañía discográfica Warner Bros. Records.
Icky Thump entró directamente al puesto número uno del The Official UK Charts Company y al número 2 del Billboard 200 con 223 000 copias vendidas. A finales de julio Icky Thump había alcanzado el disco de oro en los Estados Unidos. El 8 de marzo de 2008 el álbum había alcanzado la cifra de 725 125 copias vendidas en Estados Unidos. El 10 de febrero de 2008, el álbum ganó el Grammy al mejor álbum de música alternativa.

## Grabación y producción
El álbum se grabó en el estudio Blackbird de Nashville durante casi tres semanas, convirtiéndose en el disco de The White Stripes que más ha tardado en grabarse hasta el día de hoy. Jack White afirmó que el álbum gustaría a los seguidores del álbum de debut de la banda y que era una vuelta al sonido hard rock. Un anuncio en la web oficial de la banda (atribuido a «Kitayna Ireyna Tatanya Kerenska Alisof» del Moscow Bugle, una referencia a la película de 1966 Batman humorísticamente decía:

«The White Stripes han finalizado la grabación y mezcla de su sexto álbum. Se titulará Icky Thump, y será el primer álbum del grupo en el que una de las canciones tendrá como título el mismo del álbum. Los residentes en el norte de Inglaterra reconocerán el título, aunque The White Sripes lo han deletreado mal intencionadamente para evitar posibles pleitos con los herederos de Billy Eckstine».

La web Entertainment Weekly publicó una entrevista con Michel Gondry en la que el director afirmaba que iba a dirigir el vídeo de la canción «I'm Slowly Turning Into You». Él explicaba además que en primer lugar tuvo la idea del vídeo y que al mencionárselo a Jack White, éste compuso una canción que se adaptaba a su idea.
The White Stripes son conocidos por su habilidad para evitar filtraciones de sus álbumes hasta pocas fechas antes de sus lanzamientos, al contrario que muchas bandas cuyas canciones se filtran a los medios bastante tiempo antes de su publicación. Sin embargo varias de las canciones del álbum se filtraron y el 30 de mayo de 2007, la emisora de Chicago Q101 emitió el álbum entero sin permiso de la banda. Jack muy enfadado por la emisión de las canciones llamó a la emisora. Existen ciertas especulaciones sobre que fue el propio sello discográfico de la banda el que filtró las canciones para promocionarlo. En los agradecimientos del álbum, Electra aparece en segundo lugar, justo detrás de Dios. Según Ben Blackwell, sobrino de Jack White estos agradecimientos no se dirigen al DJ Electra sino a una mascota que tenían Jack y Meg White.
The White Stripes anunciaron la terminación Icky Thump el 28 de febrero de 2007. El título deriva de la expresión «ecky-thump» («¡Qué diablos!», una expresión coloquial de Lancashire popularizada por la serie de televisión británica The Goodies. Jack atribuyó el nombre del álbum a una exclamación utilizada por su exmujer Karen Elson que es de Lancashire. Él indicó que deliberadamente escribieron mal la expresión para hacer más fácil de identificar por la audiencia americana.

## Promoción y lanzamiento
Para promocionar Icky Thump previo al lanzamiento oficial, la compañía de helados Ice Cream Man distribuyó helados con un envoltorio publicitando el álbum. La campaña se focalizó especialmente en los festivales de Coachella, Sasquatch, y Bonnaroo y finalizó el 20 de junio de 2007 con un concierto de presentación del álbum por parte del grupo en los temporalmente rebautizados Icky Thump Records en West Hollywood.
Junto con la edición en CD y vinilo, la banda lanzó el álbum en una edición limitada en formato USB de 512 MB. Se comercializaron dos versiones una representando a Jack y la otra a Meg. La tirada estuvo limitada a 3333 unidades de cada una, y fue puesta a la venta la semana del lanzamiento del álbum en los Estados Unidos. Cada USB contenía el álbum en formato Apple Lossless.
La versión en vinilo contenía versiones alternativas de las canciones «Icky Thump» y «Rag and Bone». «Icky Thump» tiene una mezcla ligeramente diferente y es catorce segundos más corta que la versión CD mientras que «Rag and Bone» tiene también una mezcla diferente, no incluye la voz de Meg y faltan las armonías del último coro por lo que la canción da la impresión de no estar acabada.
La calidad del sonido en las versiones digitales del álbum, ha sido uno de los temas de los que más se ha hablado en relación con el mismo. El álbum ha sido criticado por un sector del público porque consideran que se había masterizado demasiado bajo y sin usar limitadores. Por ello, parte de los críticos opinaron que se producía una "distorsión digital", la cual se puede escuchar en muchas de las canciones, especialmente durante los golpes de batería. La versión en vinilo fue masterizada por Steve Hoffman, un reputado ingeniero de grabación.

## Recepción
El álbum recibió críticas muy positivas, en Metacritic recibió una puntuación de 80 sobre 100. Barry Nicolson del NME escribió, «Icky Thump es brillante, no hay duda sobre ello». Heather Phares, de Allmusic, dijo que «Icky Thump es maduro, pero no indigesto», y añadió «es una gran diversión escuchar al grupo tocar». Jon Dolon, crítico del Blender, afirmó: «el sonido de la banda escarba en aquellos terrenos que conocen bien». Una de las críticas más negativas corrió a cargo de Josh Tyrangiel de la revista Time quien dijo, «The White Stripes son demasiado extraños y talentosos como para ser aburridos, pero suenan a aburrido».
El 6 de diciembre de 2007, Icky Thump fue nominado a cuatro premios Grammy: mejor álbum de música alternativa, mejor presentación en caja o edición especial limitada, mejor canción de rock y mejor interpretación rock de un dúo o grupo con vocalista por el sencillo «Icky Thump», ganando finalmente mejor álbum de música alternativa y mejor interpretación rock de un dúo o grupo con vocalista. Q situó a Icky Thump como segundo mejor álbum del año 2007. El álbum ocupó el puesto diecisiete en la lista de los 50 mejores álbumes del año para la revista Rolling Stone

## Lista de canciones
Todas las canciones compuestas por Jack White, salvo las indicadas.

| N.º   | Título                                                     | Duración |  |
| 1.    | «Icky Thump»                                               | 4:17     |  |
| 2.    | «You Don't Know What Love Is (You Just Do as You're Told)» | 3:54     |  |
| 3.    | «300 M.P.H. Torrential Outpour Blues»                      | 5:28     |  |
| 4.    | «Conquest»                                                 | 2:48     |  |
| 5.    | «Bone Broke»                                               | 3:14     |  |
| 6.    | «Prickly Thorn, But Sweetly Worn»                          | 3:05     |  |
| 7.    | «St. Andrew (This Battle Is In the Air)»                   | 1:49     |  |
| 8.    | «Little Cream Soda»                                        | 3:45     |  |
| 9.    | «Rag and Bone»                                             | 3:48     |  |
| 10.   | «I'm Slowly Turning Into You»                              | 4:34     |  |
| 11.   | «A Martyr for My Love for You»                             | 4:19     |  |
| 12.   | «Catch Hell Blues»                                         | 4:18     |  |
| 13.   | «Effect and Cause»                                         | 3:00     |  |
| 47:44 |                                                            |          |  |

| Bonus tracks |                              |          |  |
| N.º          | Título                       | Duración |  |
| 1.           | «Baby Brother»               | 4:17     |  |
| 2.           | «Tennessee Border» (en vivo) | 3:54     |  |

## Créditos
- Jack White: voz, guitarra, sintetizador.
- Meg White: batería, voz.
- Regulo Aldama: trompetas en «Conquest».
- Jim Drury: bajo en «Prickly Thorn, But Sweetly Worn» y «St. Andrew».